# دلفین‌های بینی‌بطری
دلفین‌های بینی‌بطری (نام علمی: Tursiops) شناخته‌شده‌ترین عضو خانواده دلفین‌سانان و از گونه دلفین‌هایی است که به وفور در آکواریوم‌های دنیا جهت عملیات نمایشی به کار گرفته می‌شود.
دلفین پوزه‌بطری معمولی بزرگ‌جثه‌ترین گونهٔ گروه دلفین‌های با پوزه نوک‌مانند است.
آن‌ها در آب‌های معتدل و گرمسیری زمین زندگی می‌کنند و تنها در قطب‌ها دیده نمی‌شوند.
همه دلفین‌های بینی‌بطری پیشتر با نام علمی (T. truncatus) خوانده می‌شدند که به تازگی به دو گونه با نام‌های (T. truncatus) و (T. aduncus) تقسیم شده‌اند. با آنکه هر دو گونه در گذشته دلفین بینی‌بطری نامیده می‌شدند، پژوهشگران بسیاری برای این‌گونه نام دلفین بینی‌بطری معمولی را به کار می‌برند تا با دلفین بینی‌بطری گرمسیری اشتباه نشود.
به دلیل تفاوت‌های ژنتیکی فراوان در میان اعضای این‌گونه، تعدادی از دانشمندان بر این باورند که در میان خود دلفین‌های بینی‌بطری معمولی نیز چندین زیرگونه وجود دارند.
دلفین بینی‌بطری معمولی از دیدگاه پراکندگی در اکثر اقیانوس‌های جهان از جمله خلیج فارس وجود دارد، با وزنی در حدود ۲۵۰ تا ۶۰۰ کیلوگرم، طولی معادل ۲ تا ۴ متر، و ردیف دندان‌هایی که در هر آرواره از ۲۲ تا ۲۶ دندان تشکیل شده است. تقریباً هر ۲ سال یک بار بچه‌دار می‌شود و دلفینی به طول ۱ متر و وزنی معادل ۳۷ کیلوگرم را به مدت ۱ سال با شیر مادر غذا می‌دهد و طول عمری معادل ۲۶ تا ۳۰ سال دارد.

## معادل‌های انگلیسی و نام‌های علمی
1. ↑  Tursiops truncatus
2. ↑  Tursiops aduncus